# McIntosh
För andra betydelser, se McIntosh (olika betydelser).

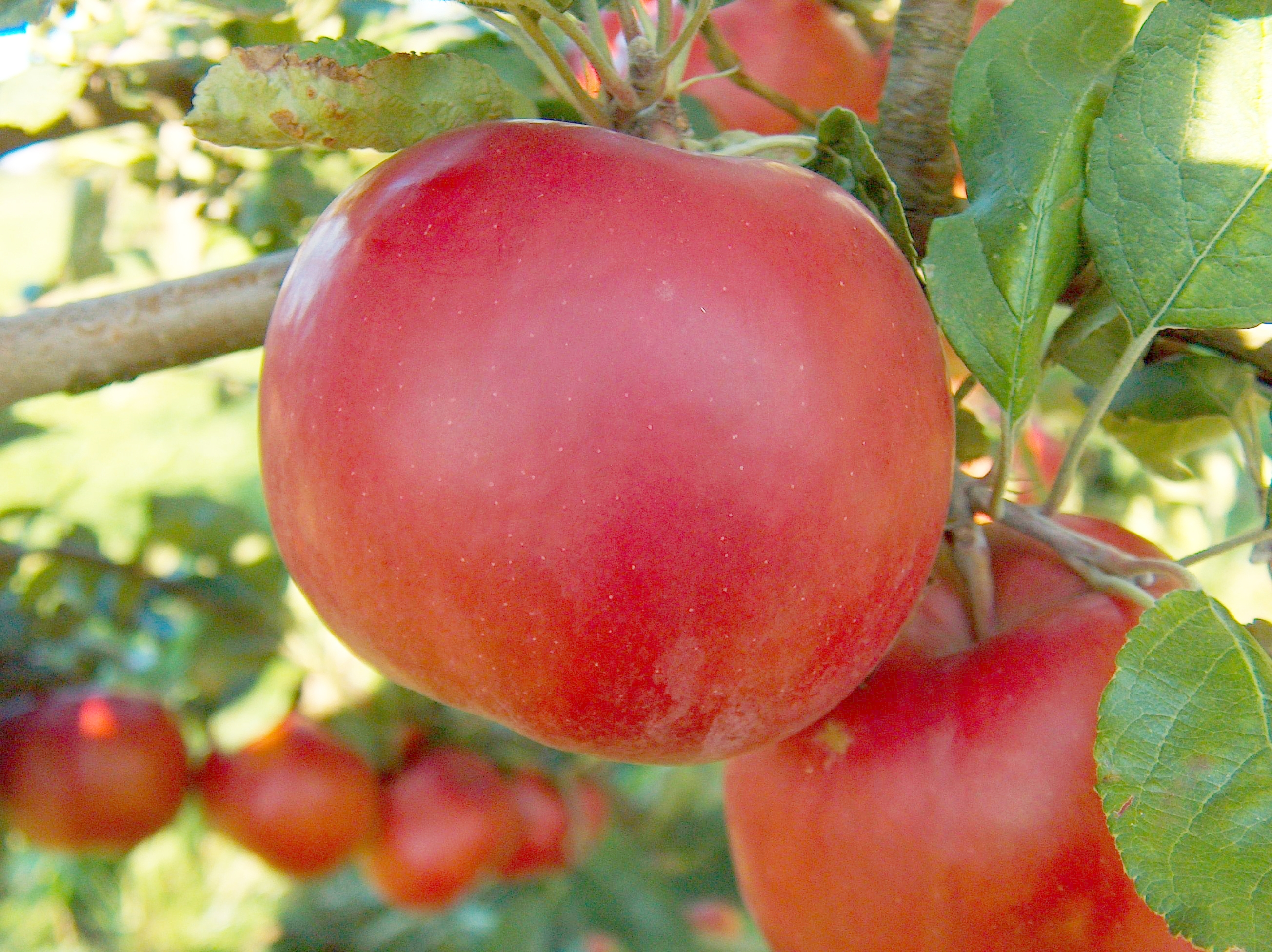
McIntosh

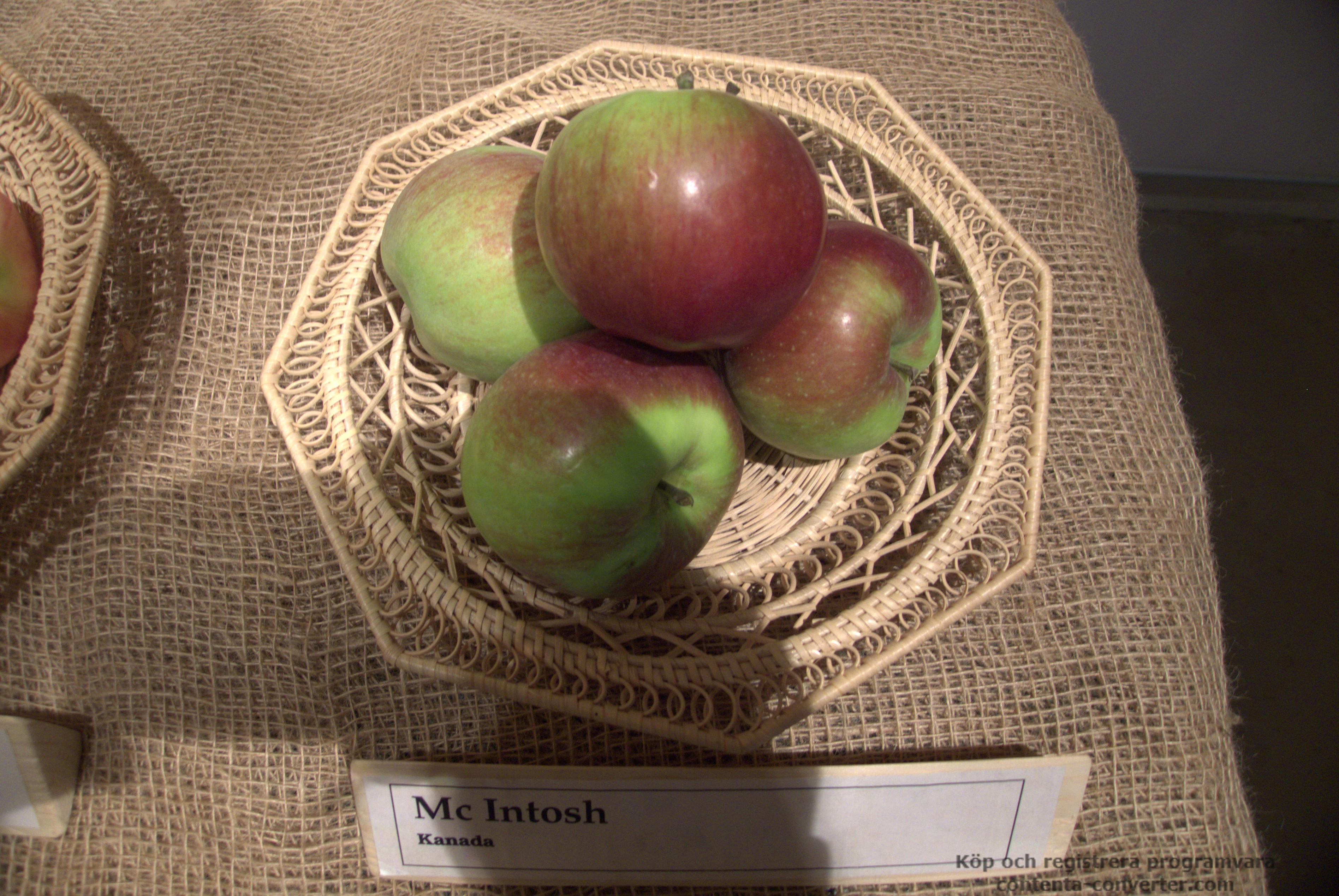
McIntosh, eller här skrivet som "Mc Intosh".

McIntosh, eller Mc Intosh, är en äppelsort som upptäcktes 1811 i Kanada, av skotten John McIntosh som också givit namn åt äpplet. Skalet på detta äpple är tjockt, och köttet vitt eller vitgrönt, och smaken är saftig och något syrlig. Äpplet har också en svårdefinierad fin smak som är olik andra äpplen. McIntosh passar både som ätäpple och som köksäpple. Äpplet plockas i början av oktober och håller till slutet av december. Blomningen på detta äpple är medeltidig, och äpplen som McIntosh pollineras av är bland andra Aroma, Cox Orange, Cortland, Filippa, Guldparmän, James Grieve, Jonathan, Maglemer, Melba, Oranie, Stenbock, Transparente Blanche och Åkerö. I Sverige odlas McIntosh gynnsammast i zon I. McIntosh har funnits i svensk yrkesodling med över 1 000 träd.
Red McIntosh började säljas i Sverige år 1946 av Alnarps Trädgårdar.
En mutant till McIntosh upptäckt år 1930 är Rogers McIntosh. Denna mutant har varit odlad i Sverige 600 ton/år, Danmark 4 000 ton/år, Tyskland 8 000 ton/år. Data för Rogers McIntosh; 127 dagar mellan blomning och skörd, medelvikt 125 gram, densitet 0,77, sockerhalt 10,9%, syrahalt 0,55%, sorbitol 0,25%. 

## Övrigt
Datorföretaget Apple har namngivit sina datorer och vissa programvaror efter äppelsorten McIntosh.